# Fußball-Verbandspokal 2012/13
Über den Fußball-Verbandspokal 2012/13 wurden die Teilnehmer der 21 Landesverbände des DFB am DFB-Pokal 2013/14 ermittelt. Die Sieger der Verbandspokale waren zur Teilnahme an der ersten Runde des DFB-Pokals berechtigt. Die vier Landesverbände mit den meisten Herrenmannschaften im Spielbetrieb – Bayern, Niedersachsen, Westfalen und Württemberg – entsendeten zusätzlich einen zweiten Teilnehmer. Somit qualifizierten sich 25 Amateurvereine für den nationalen Pokalwettbewerb, davon 24 über die Verbandspokale. Die zweiten Mannschaften der Profivereine (1. und 2. Bundesliga) durften nicht am DFB-Pokal teilnehmen.
In Niedersachsen, Westfalen und Württemberg qualifizierten sich zusätzlich zum Pokalsieger die unterlegenen Pokalfinalisten am DFB-Pokal, in Bayern qualifizierte sich die beste Mannschaft der Regionalliga-Saison 2012/13 – sofern sie nicht die zweite Mannschaft eines Profiklubs war – zusätzlich zum Sieger des Verbandspokals für die erste Hauptrunde des DFB-Pokals.

## Endspielergebnisse
Die Tabelle gibt eine Übersicht über die Verbandspokal-Endspiele der Saison 2012/13. Die Mannschaften, die sich für den DFB-Pokal qualifiziert haben, sind fett dargestellt.
| Verbandspokal-Endspiele der Saison 2012/13 | Verbandspokal-Endspiele der Saison 2012/13 | Verbandspokal-Endspiele der Saison 2012/13 | Verbandspokal-Endspiele der Saison 2012/13 | Verbandspokal-Endspiele der Saison 2012/13 | Verbandspokal-Endspiele der Saison 2012/13 |
| Verband                                    | Pokal                                      | Austragungsort                             | Heimmannschaft                             | Ergebnis                                   | Gastmannschaft                             |
| ------------------------------------------ | ------------------------------------------ | ------------------------------------------ | ------------------------------------------ | ------------------------------------------ | ------------------------------------------ |
| Baden                                      | Krombacher-Pokal                           | Forst                                      | FC Nöttingen 2 (OL)                        | 0:1 (0:1)                                  | Karlsruher SC (3L)                         |
| Bayern 1                                   | Bayerischer Toto-Pokal                     | Rosenheim                                  | TSV 1860 Rosenheim (RL)                    | 2:2 (1:2) (4:3 i. E.) 3                    | Wacker Burghausen (3L)                     |
| Berlin                                     | Berliner-Pilsner-Pokal                     | Berlin-Prenzlauer Berg                     | BFC Dynamo (OL)                            | 1:0 (1:0)                                  | SV Lichtenberg 47 (OL)                     |
| Brandenburg                                | Krombacher-Pokal                           | Gransee-Altlüdersdorf                      | SV Altlüdersdorf (OL)                      | 1:1 n. V. (1:1, 0:0) (3:4 i. E.)           | FSV Optik Rathenow (RL)                    |
| Bremen                                     | Lotto-Pokal                                | Bremen-Obervieland                         | SG Aumund-Vegesack (OL)                    | 4:0 (1:0)                                  | FC Oberneuland (RL)                        |
| Hamburg                                    | ODDSET-Pokal                               | Hamburg-Eppendorf                          | SC Victoria Hamburg (RL)                   | 2:1 n. V. (1:1, 1:0)                       | FC Elmshorn (OL)                           |
| Hessen                                     | Krombacher Hessenpokal                     | Offenbach am Main                          | SV Darmstadt 98 (3L)                       | 4:0 (1:0)                                  | SV Wehen Wiesbaden (3L)                    |
| Mecklenburg-Vorpommern                     | Krombacher Landespokal                     | Neustrelitz                                | Hansa Rostock (3L)                         | 0:3 (0:1)                                  | TSG Neustrelitz (RL)                       |
| Mittelrhein                                | Bitburger-Pokal                            | Bonn                                       | Alemannia Aachen (3L)                      | 1:2 (0:1)                                  | SC Fortuna Köln (RL)                       |
| Niederrhein                                | Diebels-Niederrheinpokal                   | Oberhausen                                 | Rot-Weiß Oberhausen (RL)                   | 0:1 (0:0)                                  | Sportfreunde Baumberg (OL)                 |
| Niedersachsen 1                            | NFV-Pokal                                  | Wilhelmshaven                              | SV Wilhelmshaven (RL)                      | 2:4 (2:2)                                  | VfL Osnabrück (3L)                         |
| Rheinland                                  | Bitburger-Rheinlandpokal                   | Salmrohr                                   | FSV Salmrohr (OL)                          | 0:4 (0:0)                                  | Eintracht Trier (RL)                       |
| Saarland                                   | Saarlandpokal                              | Hasborn-Dautweiler                         | FC Hertha Wiesbach (VL)                    | 0:4 (0:3)                                  | 1. FC Saarbrücken (3L)                     |
| Sachsen                                    | Wernesgrüner-Pokal                         | Leipzig                                    | RB Leipzig (RL)                            | 4:2 (1:2)                                  | Chemnitzer FC (3L)                         |
| Sachsen-Anhalt                             | Krombacher-Pokal                           | Magdeburg                                  | 1. FC Magdeburg (RL)                       | 3:1 n. V. (1:1, 0:0)                       | VfB Germania Halberstadt (RL)              |
| Schleswig-Holstein                         | SHFV-Lotto-Pokal                           | Neumünster                                 | TSV Kropp (OL)                             | 0:1 (0:0)                                  | VfR Neumünster (RL)                        |
| Südbaden                                   | SBFV-Rothaus-Pokal                         | Waldshut-Tiengen                           | Bahlinger SC (OL)                          | 3:1 (1:1)                                  | FC Radolfzell (LL)                         |
| Südwest                                    | Bitburger-Verbandspokal                    | Bobenheim-Roxheim                          | Arminia Ludwigshafen (OL)                  | 3:3 n. V. (2:2, 2:2) (3:4 i. E.)           | TSG Pfeddersheim (OL)                      |
| Thüringen                                  | Köstritzer-Landespokal                     | Jena                                       | SV Schott Jena (VL)                        | 1:0 (1:0)                                  | FC Rot-Weiß Erfurt (3L)                    |
| Westfalen 1                                | Krombacher-Pokal                           | Rheda-Wiedenbrück                          | SC Wiedenbrück 2000 (RL)                   | 1:3 (0:1)                                  | Arminia Bielefeld (3L)                     |
| Württemberg 4                              | Bitburger-wfv-Pokal                        | Aspach                                     | Neckarsulmer Sport-Union (LL)              | 1:3 (0:1)                                  | 1. FC Heidenheim (3L)                      |

| Spielklassenzuordnung der gleichen Saison | Spielklassenzuordnung der gleichen Saison |
| ----------------------------------------- | ----------------------------------------- |
| (3L)                                      | 3. Liga                                   |
| (RL)                                      | Regionalliga (4. Liga)                    |
| (OL)                                      | Oberliga (5. Liga)                        |
| (VL)                                      | Verbandsliga (6. Liga)                    |
| (LL)                                      | Landesliga (7. Liga)                      |